# Copallén (jezična porodica)
 Copallén , ovaj jezik činio je samostalnu porodicu koju prvo priznaje Jijón y Caamaño u svojoj konačnoj klasifikaciji (1943). Copallén se govorio u 16. stoljeću u Ekvadoru i Peruu u selima Copallén (danas Copallín), Llanaque i Las Lomas del Viento na platou nad rijekom Utcubamba u provincijama Utcubamba, Amazonas i Bagua. Mason navodi kako su podaci na kojima ga Loukotka priznaje kao samostalnu porodicu preoskudni, i da ga je bolje ostaviti neklasificiranim. Ostali autoriteti ga ignoriraju.
Iz njihovog jezika sačuvane su riječi quiet (water; voda); chumac (maize; kukuruz); olaman (firewood; drvo za ogrjev); i ismare (house; kuća). Populacije Copallen, Guambos, Chirinos i Aconipa Indijanaca u rano su kolonijalno doba kečuanizirane ili hispanizirane.
Handbook of So. Am. Indians, ove Indijance navodi pod imenom Copallín.

## Vanjske poveznice
- Lenguas Prehispánicas de América  Arhivirana inačica izvorne stranice od 30. rujna 2007. (Wayback Machine)